# Toni Korkeakunnas
Toni Korkeakunnas (* 15. Mai 1968 in Helsinki) ist ein finnischer Fußballtrainer. Seit Mai 2025 trainiert er den norwegischen Klub FK Haugesund.

## Sportlicher Werdegang

### Spielerkarriere
Korkeakunnas zog im Vorschulalter mit seiner Familie aus Helsinki nach Loviisa und wuchs zunächst dort auf, ehe er während der Sekundarschule zu seinen Großeltern nach Österbotten zog. Ab 1994 lebte er wieder in Helsinki.
In seiner Zeit als aktiver Fußballspieler von 1987 bis 1999 war Korkeakunnas unter anderem in der zweiten finnischen Liga für TP-Seinäjoki, Vaasan PS und IF Gnistan sowie in der dritten Liga unter anderem für Helsingfors IFK aktiv. Daneben spielte er auch Eishockey und war dort in der dritten Liga aktiv. Neben seiner Spielertätigkeit besuchte er zunächst eine Wirtschaftsschule in Seinäjoki und arbeitete als Vertretungslehrer. Später absolvierte er ein Lehramtsstudium und arbeitete zeitweise an einer Grundschule.

### Trainerkarriere
Im Anschluss an seine Spielerkarriere wurde Korkeakunnas Anfang 1999 Trainer seines ehemaligen Vereins IF Gnistan, der gerade in die dritte Liga abgestiegen war. In seiner zweiten Spielzeit erreichte er Ende 2000 dort den Aufstieg in die zweite Liga, in der in der folgenden Saison 2001 noch der Klassenerhalt erreicht werden konnte. Nach dem erneuten Abstieg im Jahr danach verließ er Ende 2002 den Verein und wurde stattdessen in der Saison 2003 beim Erstligisten Erstligisten FC Hämeenlinna Co-Trainer unter Ville Lyytikäinen. Nachdem sich der Verein im Mai 2004 von Lyytikäinen getrennt hatte, wurde Korkeakunnas dort zum neuen Cheftrainer berufen. Mit der Mannschaft zog er ins Finale des finnischen Pokals ein, in dem man MYPA unterlag. In der Liga konnte er jedoch mit lediglich zwölf Punkten aus 23 Ligaspielen den Abstieg am Saisonende nicht verhindern und verließ den Verein zum Jahresende wieder. Anschließend übernahm er eine Position im Bezirksfußballverband in Uusimaa. 2005 erwarb er die UEFA-Pro-Lizenz.
2007 kehrte Korkeakunnas zunächst für ein Jahr zu IF Gnistan in der dritten Liga zurück. Von Anfang 2008 bis Ende 2009 arbeitete er erstmals beim finnischen Fußballverband und trainierte die finnische U19-Nationalmannschaft. Parallel dazu wurde er Cheftrainer des Zweitligisten FC Viikingit, mit dem er in den folgenden drei Spielzeiten zweimal als Tabellenzweiter und einmal als -dritter abschloss, jedoch in den anschließenden Aufstiegsspielen jeweils am Aufstieg in die erste Liga scheiterte.
Anfang 2011 verpflichtete ihn der Erstligist MYPA. Nach einem achten Platz in der Saison 2011 wurde der Verein für die kommende Saison 2012 aufgrund erheblicher finanzieller Probleme und eines personellen Umbruchs als Abstiegskandidat gehandelt; Korkeakunnas erreichte mit der Mannschaft überraschend jedoch den sechsten Tabellenplatz und wurde daraufhin von der Liga als Trainer des Jahres ausgezeichnet. Die anschließende Saison 2013 konnte erneut auf dem sechsten Platz abgeschlossen werden, wobei sich die Mannschaft über die Fair-Play-Wertung für die Qualifikationsrunde der Europa League qualifizieren konnte.
Zur Saison 2014 wechselte er zum Ligakonkurrenten FC Lahti, mit dem er am Saisonende den dritten Tabellenplatz erreichte; dies war die beste Platzierung der Vereinsgeschichte. Nach zwei Spielzeiten, in denen die Mannschaft auf dem fünften (2015) beziehungsweise achten (2016) Platz abschloss, konnte 2017 noch der vierte Platz erreicht werden. 2016 gewann Korkeakunnas mit der Mannschaft zudem den finnischen Ligapokal. Kurz vor dem Ende seiner fünften Saison trennte sich der FC Lahti Anfang Oktober 2018 von Korkeakunnas, als die Mannschaft auf dem siebten Tabellenplatz stand.
Ab Anfang 2019 arbeitete Korkeakunnas als Gegneranalyst für die finnische A-Nationalmannschaft. Parallel dazu war er ab Anfang 2022 für ein Jahr Co-Trainer von Toni Koskela beim HJK Helsinki und gewann dort mit der Mannschaft am Saisonende die finnische Meisterschaft. Zum Jahresende 2022 verließ er den Verein wieder und wurde stattdessen Co-Trainer bei der Nationalmannschaft unter Markku Kanerva. Nachdem sich der HJK Helsinki im Juli 2023 von Koskela getrennt hatte, berief der Verein Korkeakunnas, parallel zu seiner Tätigkeit für die Nationalmannschaft, als neuen Cheftrainer. Im weiteren Verlauf der Saison konnte Korkeakunnas mit der Mannschaft den Meistertitel verteidigen; trotz der gewonnenen Meisterschaft beendete der HJK die Zusammenarbeit zum Jahresende 2023 jedoch zunächst wieder. Nachdem die Mannschaft 2024 unter seinem Nachfolger Ferran Sibila jedoch nur durchwachsen in die neue Saison gestartet war, kehrte Korkeakunnas im Juni 2024 als Cheftrainer zum HJK zurück und beendete dafür seine Tätigkeit bei der Nationalmannschaft. Mit dem HJK belegte er am Ende der Saison 2024 den dritten Tabellenplatz. Nach einem durchwachsenen Start in die neue Spielzeit 2025, mit nur einem Sieg aus den ersten fünf Ligaspielen, trennte sich der Verein Anfang Mai 2025 wieder von Korkeakunnas.
Am 27. Mai 2025 wurde Korkeakunnas beim FK Haugesund als Nachfolger des einen Tag zuvor freigestellten Sancheev Manoharan vorgestellt.

## Erfolge und Auszeichnungen
- Finnischer Meister: 2023 (mit HJK Helsinki)
- Finnischer Ligapokalsieger: 2016 (mit FC Lahti)
- Trainer des Jahres der Veikkausliiga: 2012